# Adżabszir
Adżabszir (pers. عجب شير) – miasto w Iranie, w ostanie Azerbejdżan Wschodni. W 2006 roku miasto liczyło 26 235 mieszkańców w 6767 rodzinach.